# (8032) Michaeladams
(8032) Michaeladams est un astéroïde de la ceinture principale.

## Description
(8032) Michaeladams est un astéroïde de la ceinture principale. Il fut découvert le 8 mars 1992 à Kushiro par Seiji Ueda et Hiroshi Kaneda. Il présente une orbite caractérisée par un demi-grand axe de 2,39 UA, une excentricité de 0,18 et une inclinaison de 9,2° par rapport à l'écliptique.

## Compléments